# Flavr Savr
Flavr Savr is een transgene tomaat.
Op 18 mei 1994 verklaart de Amerikaanse Food and Drug Administration (FDA) dat de transgene tomaat Flavr Savr van de firma Calgene (tegenwoordig Monsanto) even veilig is als een gewone tomaat. Dit betekende de doorbraak van het eerste voedselproduct dat met behulp van de recombinant-DNA-technologie gemaakt is. Door het inbrengen van een extra stukje DNA is Flavr Savr genetisch zodanig gemodificeerd dat een bepaald gen niet tot expressie komt, dat wil zeggen dat het eiwit waarvoor dit gen codeert niet door de cel gemaakt wordt – men noemt dit antisense technologie. 
Het betreffende eiwit in dit geval is polygalacturonase (PG), een enzym dat het rottingsproces versnelt. PG breekt het pectine in celwanden af waardoor tomaten zacht worden en sneller gaan rotten. Deze genetische verandering maakt de tomaat ten minste 10 dagen langer houdbaar. Het maakt het ook mogelijk deze tomaten volledig te laten rijpen en kleuren aan de plant. Dit in tegenstelling tot de meeste gewone supermarkttomaten die groen geplukt worden en met etheengas worden behandeld om rood te worden, maar geen tijd krijgen om alle geur- en smaakstoffen te ontwikkelen. Flavr Savr is dus, zoals de naam al doet vermoeden, een smaakvollere tomaat.